# 読売新聞国際版
読売新聞国際版（よみうりしんぶん こくさいばん）は読売新聞東京本社が発行する日本国外向けの読売新聞である。2011年7月に、名称が読売新聞衛星版から現在のものに変更された。

## 概要
読売新聞東京本社製作の朝刊の紙面を通信衛星や海底ケーブル等を利用して日本国外の現地工場に伝送し、発行している。現在は香港、タイのバンコク、イギリスのロンドン、フランスのパリで、アジア・オセアニア、ヨーロッパ、アフリカの各大陸向けの新聞を発行。早い地域では時差の関係で現地前日に日本の朝刊が読める。かつてはアメリカ合衆国のニューヨーク、ロサンゼルスでも現地印刷して北アメリカ・中央アメリカ・南アメリカ諸国にも発行されていたが、2003年10月1日付けの朝刊を最後に休刊している。2015年1月1日から、米ハワイ州ホノルル市で「読売新聞アメリカ国際版」の印刷、発行を開始した。
ロサンゼルスで最初に現地印刷を始めた当初は、東京で制作された紙型（鉛活字による組版を特殊な紙で採った鋳型）を空輸で送り、その紙型から現地の工場で鉛版を作製して印刷する方式をとっていた。
2018年8月31日をもって、その役目を終えた。
2019年4月より、PressReader社（カナダ）のサービスを利用して「読売新聞・海外サービス」を開始している。東京本社発行の14版が閲読可能となっている。

## 国内版との相違点
- 社会面に連載中の4コマ漫画「コボちゃん」は、カラー刷りの国内版とは違い、モノクロでの掲載となっている。
- 国際版には月に1回、東京など首都圏の話題を伝える「首都圏特集面」や読売新聞大阪本社の編集による、大阪など関西の話題を伝える「関西特集面」が掲載される。
- 番組表は在京キー局（首都圏版）の物がそのまま掲載される。
- 国際版には日本の地域面にあたる、YOMISATという独自のページがある。